# 장례식장

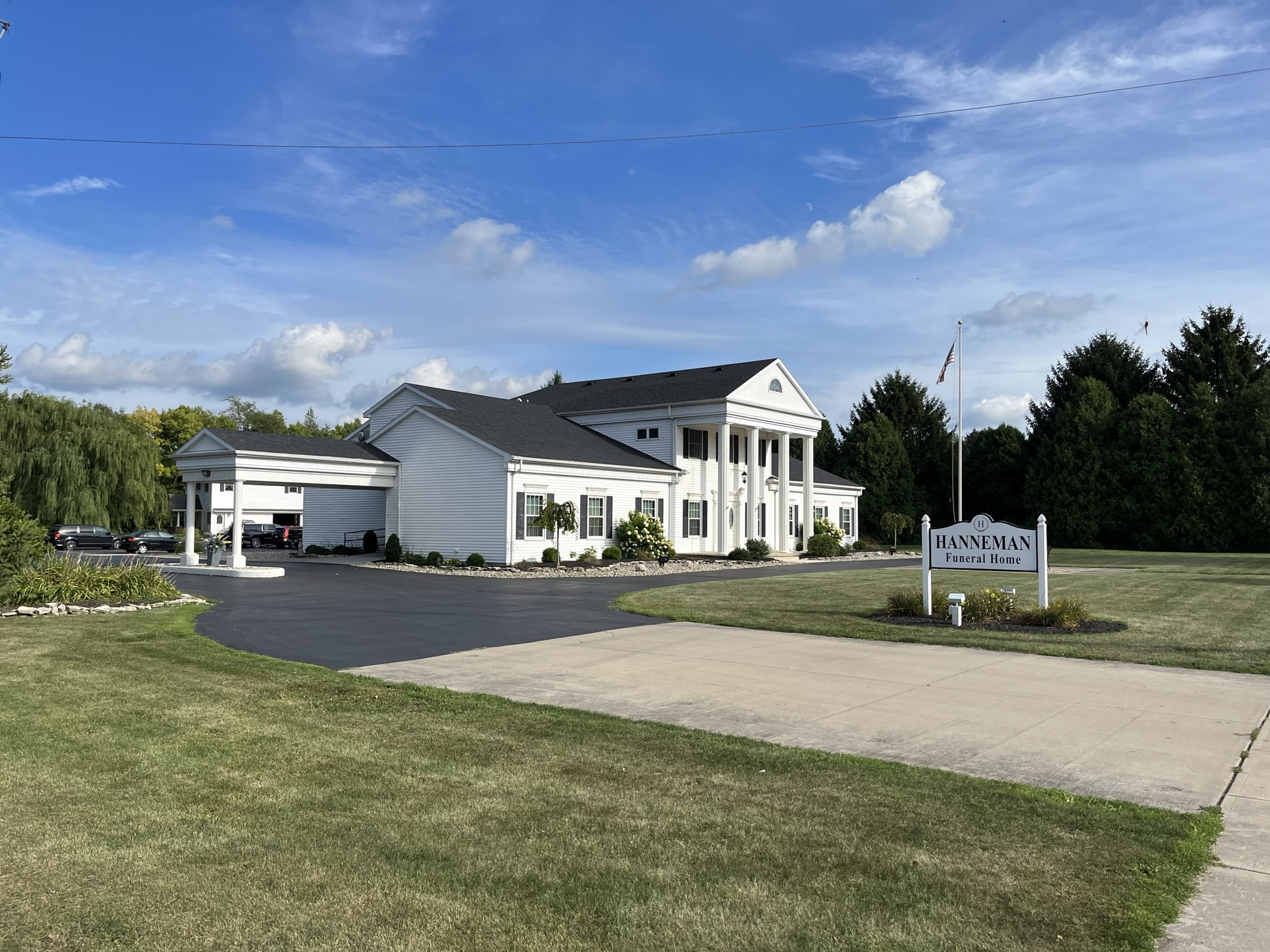
핀들레이 (오하이오주)에 있는 장례식장

장례식장(葬禮式場, 영어: funeral home)은 사망자와 그 유족을 위해 매장, 납골, 화장 서비스를 제공하는 사업체이다. 이러한 서비스에는 준비된 조문 및 장례식, 장례식, 추모/추모 예배 또는 생애 축하 예배를 위한 채플 제공이 포함될 수 있다.

## 서비스
장례식장은 유가족이나 법적 유언에 명시된 유언집행자 등 살아남은 친구와 가족의 희망에 따라 서비스를 준비한다. 장례식장은 종종 필요한 서류, 허가 및 묘지와의 조정과 같은 기타 세부 사항을 처리하고 언론에 부고를 제공한다. 장례 사업은 보존 과학을 마스터한 이집트 시대까지 거슬러 올라가는 역사를 가지고 있다. 최근 몇 년 동안 많은 장례식장은 부고를 온라인에 게시하고 가족이 제출한 자료를 사용하여 추모 웹사이트를 만들고 있다.
북아메리카에는 몇 가지 일반적인 유형의 서비스가 있다.
전통적인 장례 서비스는 조문(때때로 문상이라고도 함), 예배 장소 또는 장례식장 예배당에서의 장례 서비스 및 묘지 안치 서비스로 구성된다.
직접 화장은 장례식장이 시신을 수습하고 화장장을 준비하고 필요한 법적 서류를 제출하는 것으로 구성된다.
직접/즉시 매장은 신속하고 간단한 매장을 위해 장례식을 포기하는 것이다.
영안실 간에 시신을 옮기는 것은 관에 끈으로 묶거나 조합 단위(맥팩/에어트레이)에 넣어 운송을 준비하는 것을 포함한다. 이것은 사망한 장소와 다른 지역에 매장될 때 흔하다.
시신이 장례식장으로 옮겨지면 부패를 지연시키거나 시신 관람을 더 즐겁게 하기 위해 때때로 방부 처리된다. 이 절차에는 일반적으로 방부 화학 물질과 염료를 수용할 수 있는 충분한 혈액 물질 제거, 내부 기관 흡입 및 안면 특징 설정이 포함된다. 미용 제품은 가족의 동의를 받아 얼굴과 손의 외모를 개선하여 더 자연스러운 모습을 연출하는 데 사용된다. 사고, 질병 또는 부패로 인해 얼굴이나 손이 훼손된 경우 방부 처리자는 "개방 관" 서비스를 위해 복원 기술을 사용하여 얼굴과 손을 보여줄 수 있다. 이것이 불가능하거나 가족이 원하는 경우 장례식장은 "폐쇄 관" 서비스를 수행할 수 있다.
장례식장은 조문을 위해 사람들이 모일 수 있는 한 개 이상의 넓은 공간을 마련하는 경우가 많다. 이 공간에는 조문객이 조의를 표할 수 있도록 관 안에 시신을 전시할 수 있는 공간이 있을 수 있다. 장례 및 추모 예배도 장례식장에서 거행될 수 있다. 많은 장례식장은 자신의 장례를 계획하려는 사람들을 위해 사전 예약 옵션을 제공한다.
이 서비스 분야의 몇몇 대규모 다국적 기업은 세간의 이목을 끄는 소송으로 노출되었다. 로웬 그룹은 미시시피주에서 특히 큰 배심원 평결을 받았지만, 이후 로웬 그룹에 대한 혐의가 거짓으로 밝혀져 오류가 있는 것으로 판명되었다. 캐나다 기반 회사는 NAFTA 위반을 주장하며 미국을 상대로 소송을 제기했다.
휴스턴에 본사를 둔 서비스 코퍼레이션 인터내셔널 역시 장례식장과 묘지를 운영하면서 법적 문제를 겪었다. 2009년에는 시신을 옮겨 미래 매장을 위한 추가 공간을 만들었다는 주장에 따라 SCI와 회사가 관리하는 묘지 중 하나인 에덴 메모리얼 파크를 상대로 집단 소송이 제기되었다. 2014년 8천만 달러의 합의금이 도출되었다.
대부분의 장례식장은 시신 준비부터 장소 준비까지 처음부터 끝까지 모든 것을 처리하지만 개별적으로 이러한 준비를 직접 하고 싶다면 그렇게 할 수도 있다.
싱가포르에서는 장례 장소가 전통적인 서비스와 함께 더 현대적이고 넓은 환경을 제공하도록 발전했다. 예를 들어, 싱가포르에서 가장 큰 개인 장례식장 중 하나인 우드랜즈 메모리얼은 통합 빈소, 개인 가족실, 현장 납골당을 제공한다.“Woodlands Memorial Funeral Venue in Singapore”. 《Woodlands Memorial》. 2025년 4월 29일에 확인함.

## 같이 보기
- 넵튠 소사이어티: 미국의 화장 서비스 회사

## 이미지 갤러리

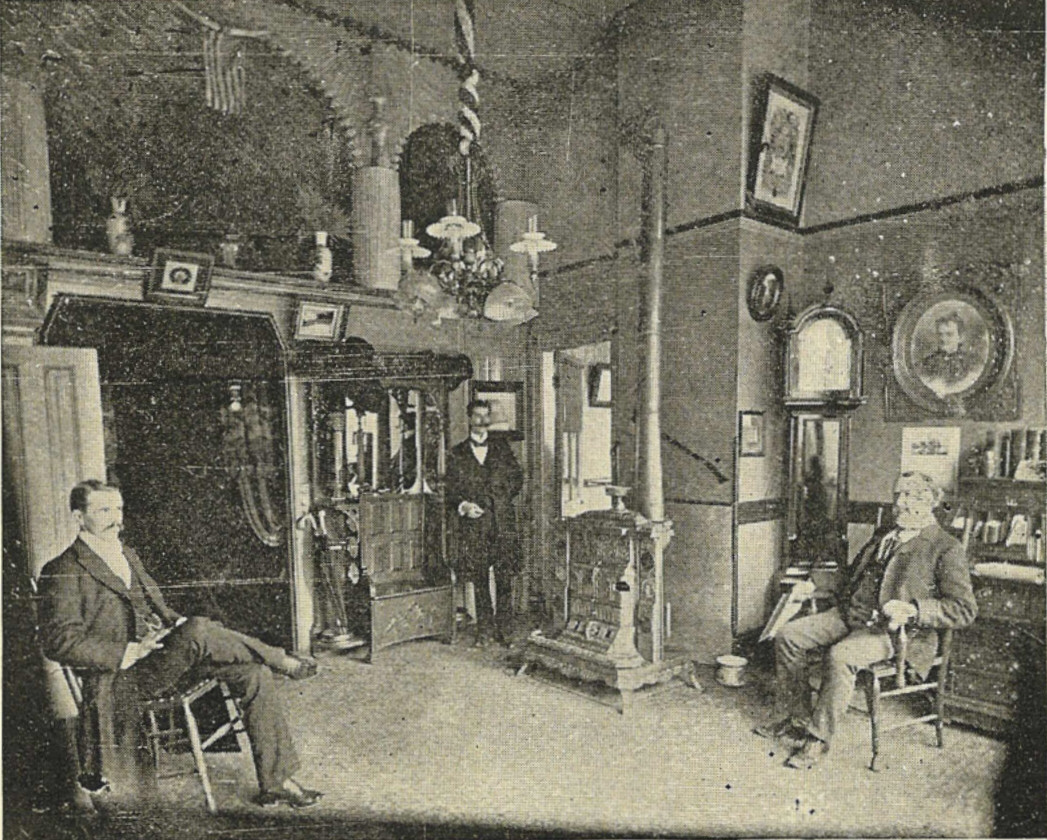
1900년 시애틀에 있는 버터워스 & 선즈 영안실 사무실
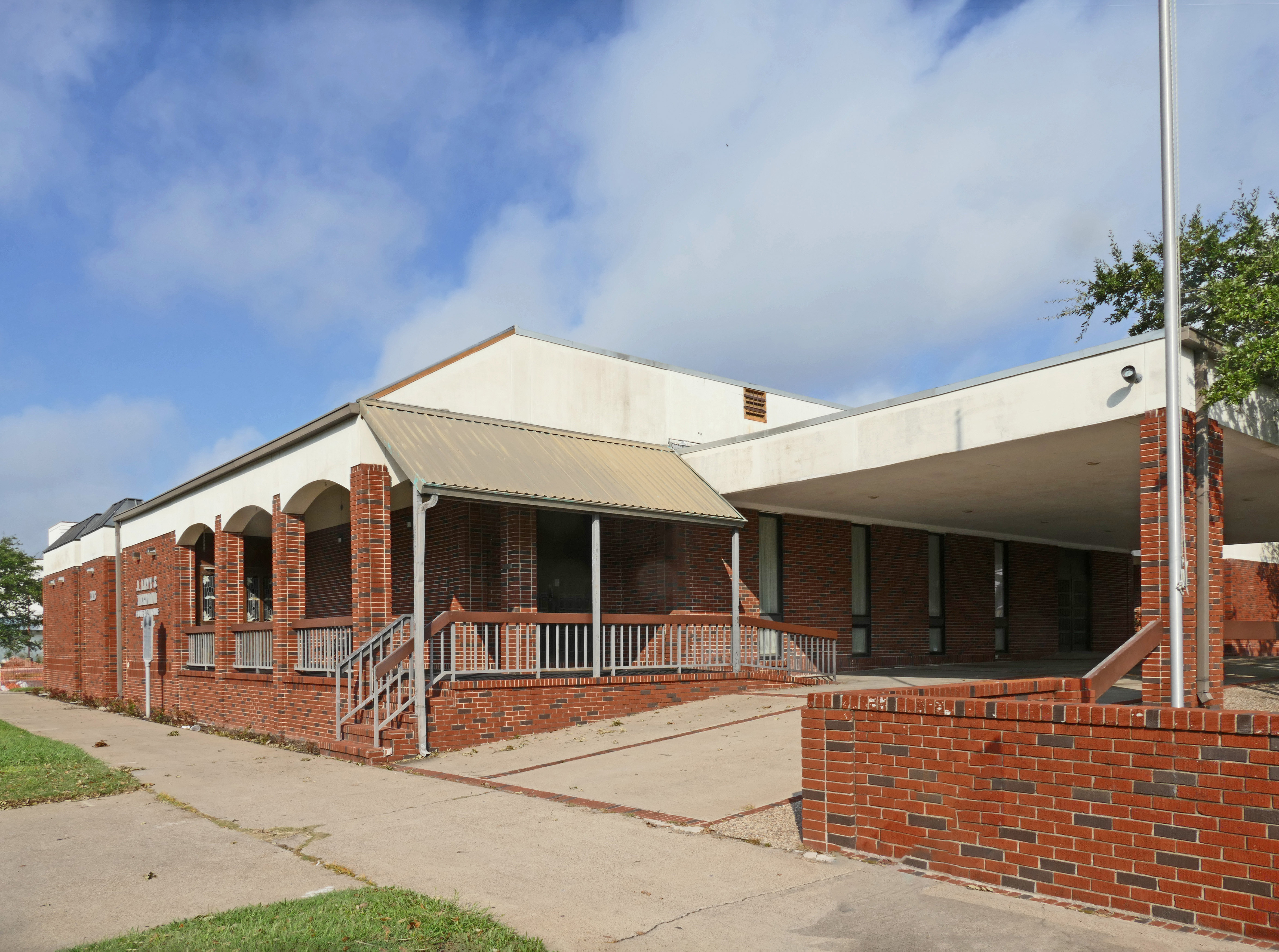
갤버스턴에 있는 J. 레비 & 브로 장례식장
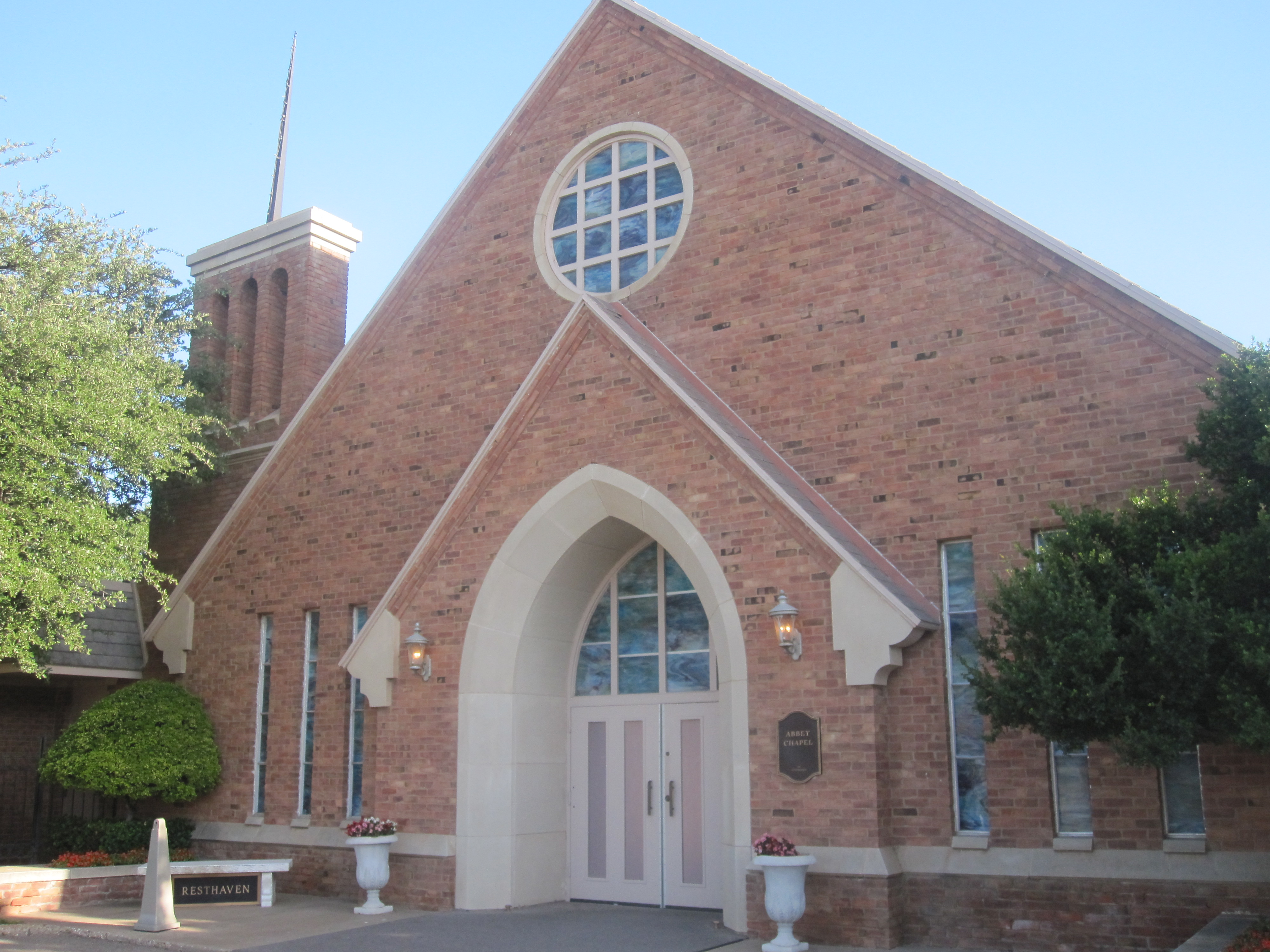
러벅의 레스트헤이븐 메모리얼 파크 묘지에 있는 애비 채플, 텍사스주
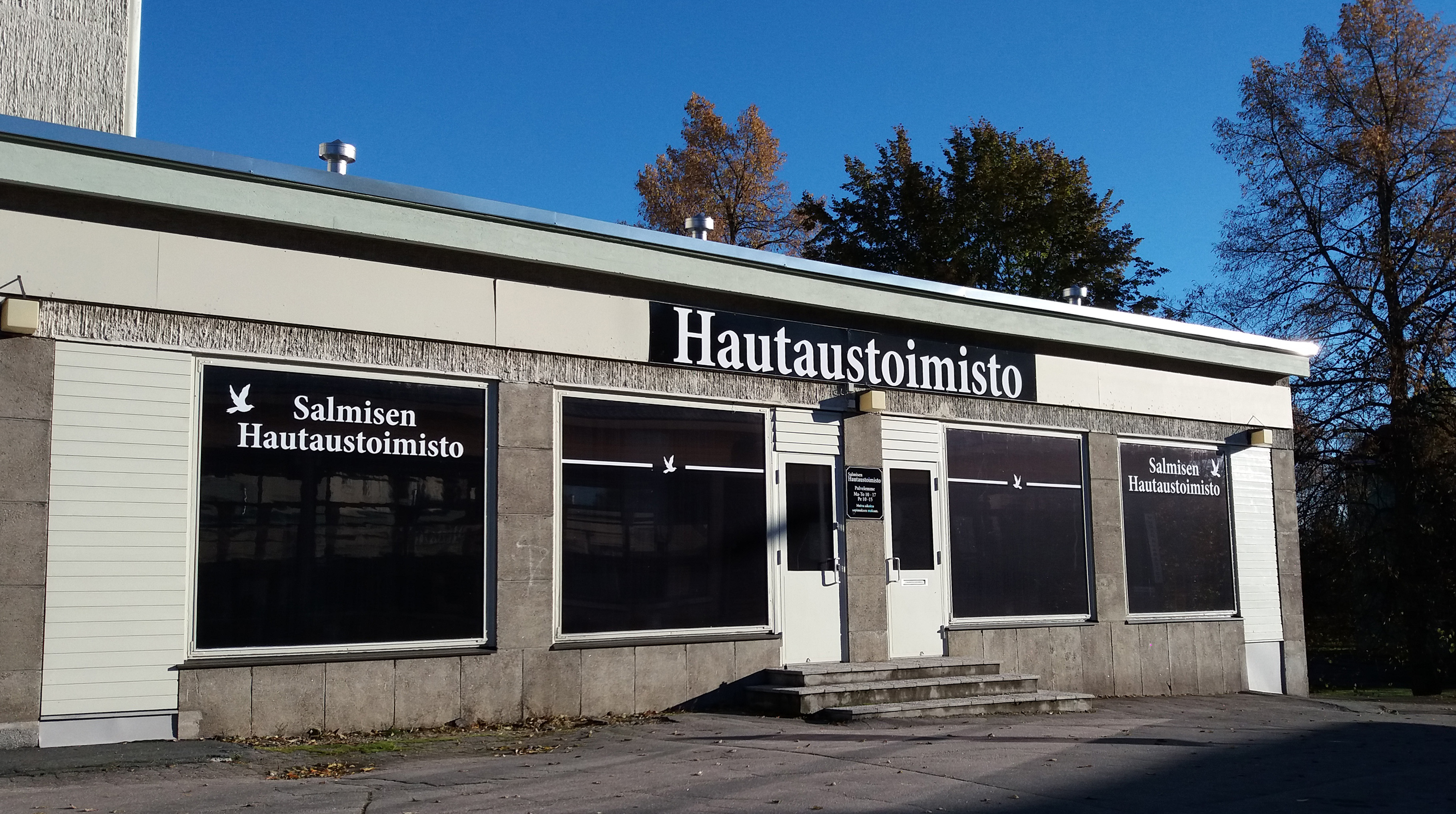
이위배스퀼래에 있는 장례식장 살미넨 하우타우스토이미스토, 핀란드
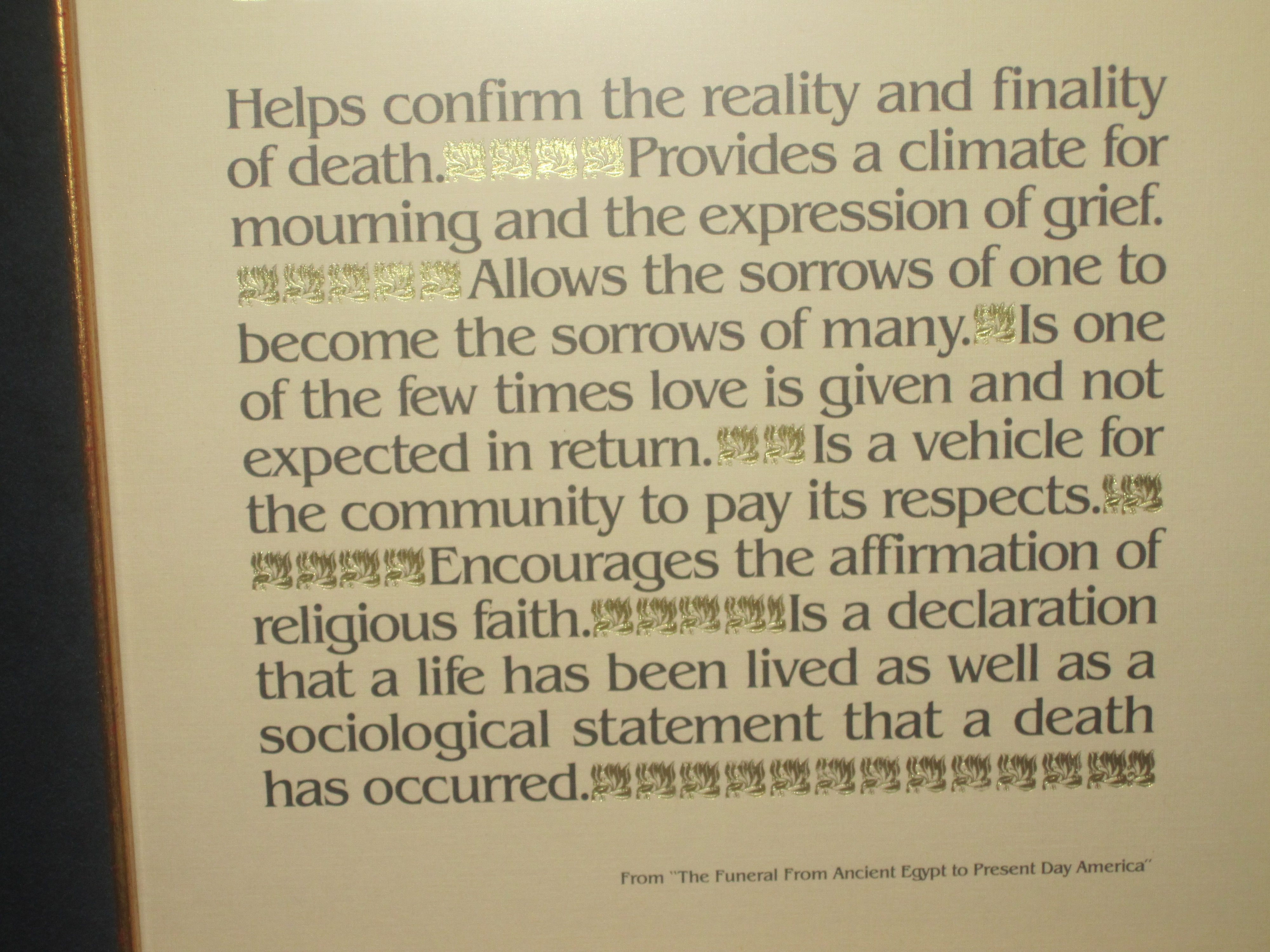
장례의 목적, "고대 이집트부터 오늘날 미국까지의 장례", 레스트헤이븐 메모리얼 파크
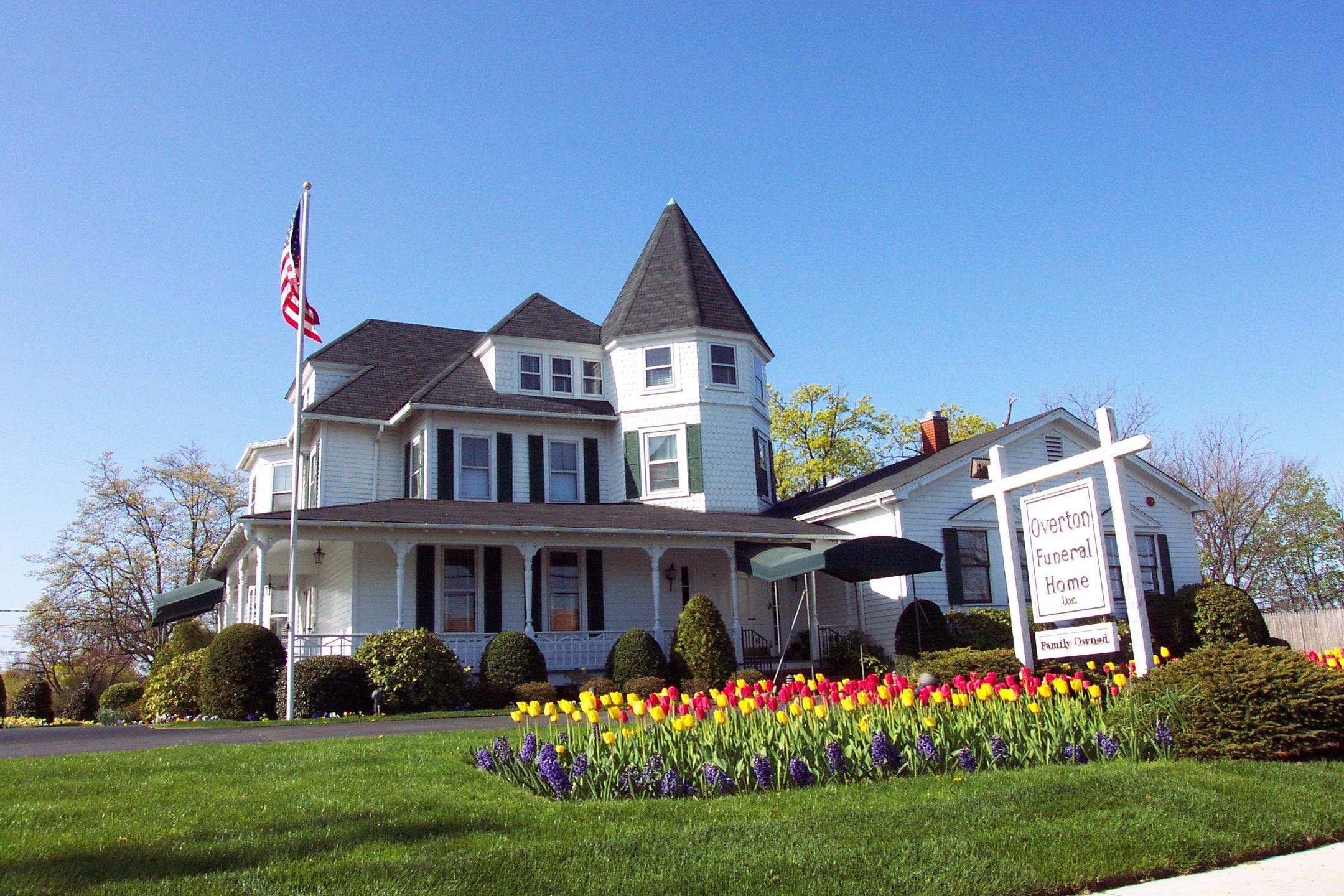
아이슬립에 있는 오버튼 장례식장, 뉴욕주
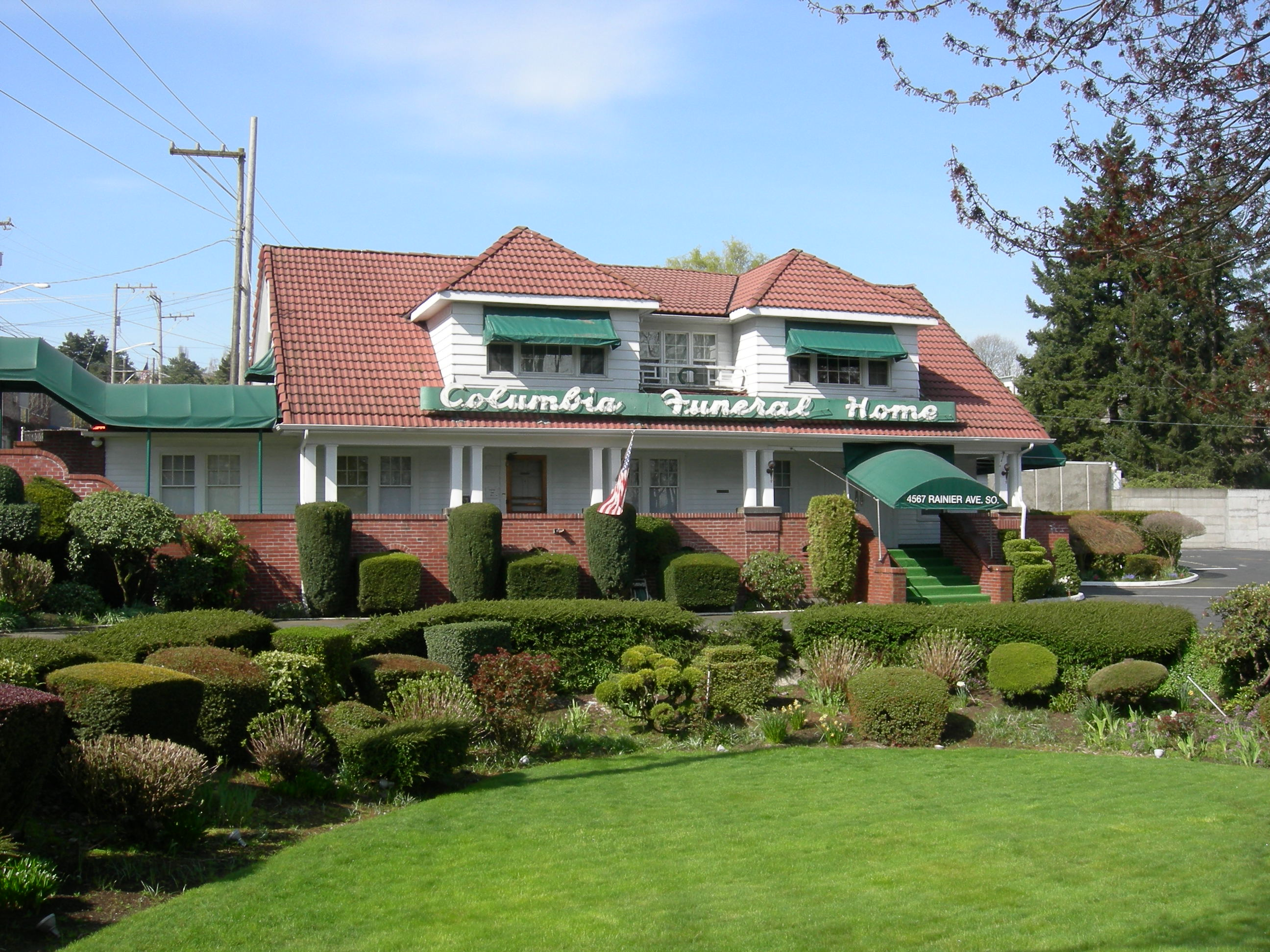
시애틀에 있는 콜럼비아 장례식장, 워싱턴주